# Franklinton (Luisiana)
Franklinton es un pueblo ubicado en la parroquia de Washington en el estado estadounidense de Luisiana. En el Censo de 2010 tenía una población de 3857 habitantes y una densidad poblacional de 337,3 personas por km².

## Geografía
Franklinton se encuentra ubicado en las coordenadas 30°50′53″N 90°8′45″O / 30.84806, -90.14583. Según la Oficina del Censo de los Estados Unidos, Franklinton tiene una superficie total de 11.43 km², de la cual 11.32 km² corresponden a tierra firme y (1%) 0.11 km² es agua.

## Demografía
Según el censo de 2010, había 3857 personas residiendo en Franklinton. La densidad de población era de 337,3 hab./km². De los 3857 habitantes, Franklinton estaba compuesto por el 46.36% blancos, el 51.67% eran afroamericanos, el 0.29% eran amerindios, el 0.13% eran asiáticos, el 0% eran isleños del Pacífico, el 0.78% eran de otras razas y el 0.78% pertenecían a dos o más razas. Del total de la población el 1.5% eran hispanos o latinos de cualquier raza.